# Zofia Skotnicka
Zofia Skotnicka vel Zofia Ostroróg vel Zofia Kalińska (ur. 1603 w Bóbrce, zm. 1684 w Krakowie) – polska szlachcianka, prototyp Klary Raptusiewiczówny w Zemście Aleksandra Fredry

## Życiorys
Pochodziła z rodziny Skotnickich pieczętujących się herbem Bogoria. Była córką Jana Skotnickiego (Rejenta Milczka). Wychowywana przez Jana Skotnickiego na zamku w Odrzykoniu.
Zofia Skotnicka wychodziła za mąż trzykrotnie:
- pierwszym mężem Zofii był – Mikołaj Firlej (1605–1640) – syn wojewody lubelskiego Piotra Firleja i prawnuk twórcy świetności Odrzykonia i Ogrodzieńca Seweryna Bonera

Z tego małżeństwa Jan Firlej (zm. po 1701 r.) – kasztelan sanocki (1696) podczaszy sanocki i przemyski i Henryk Mikołaj Firlej (zm. 1707) – sekretarz królewski, kanonik łucki i krakowski.
- drugim mężem Zofii był Mikołaj Ostroróg – starosta drohowski, syn Mikołaja Ostroroga, starosty tykocińskiego i buskiego
- trzecim mężem Zofii był Jakub Kaliński h. Topór – rotmistrz królewski i podczaszy sanocki.

Pochowana w kościele św. Piotra i Pawła w Krakowie w 1684 r.

## ZemstaFredry
Można przypuszczać, że będąc krewną Barbary Radziwiłłówny, odznaczała się urodą, która oczarowała wojewodzica Mikołaja Firleja i biorąc ślub w 1630 roku w konsekwencji zakończyła spór uwieczniony w Zemście Aleksandra Fredry. Zofia Skotnicka jest w niej paradoksalnie Klarą – wychowanicą Cześnika Raptusiewicza, a nie Rejenta Milczka, czyli Jana Skotnickiego.
W rolę Klary ekranizacjach Zemsty wcieliły się Beata Tyszkiewicz (1956) oraz Agata Buzek (2002).

## Potomkowie Zofii Skotnickiej i Mikołaja Firleja vel Klary i Wacława
Rzeczywistych potomków 'Klary' i 'Wacława' odnajdujemy wśród przedstawicieli niektórych rodów arystokratycznych: m.in. hr. Czapskich i Pusłowskich. W XIX w. Maria Scipio del Campo, potomkini Zofii i Mikołaja w 6 pokoleniu, była żoną słynnego ministra rządu Królestwa Polskiego – ks. Franciszka Ksawerego Druckiego Lubeckiego.
Potomków Zofii Skotnickiej i Jakuba Kalińskiego odnajdujemy m.in. wśród niektórych przedstawicieli włoskiej linii hr. Dzieduszyckich oraz najmłodszego pokolenia ks. Radziwiłłów.